# Andrezieux Challenger 2001
L'Andrezieux Challenger 2001 è stato un torneo di tennis facente parte della categoria ATP Challenger Series nell'ambito dell'ATP Challenger Series 2001. Il torneo si è giocato a Andrézieux in Francia dal 19 al 25 febbraio 2001 su campi in cemento indoor.

## Vincitori

### Singolare
Nenad Zimonjić ha battuto in finale  Jan Hernych con il punteggio di 7–6(5), 6–2

### Doppio
Julien Benneteau /  Nicolas Mahut hanno battuto in finale  Noam Behr /  Jonathan Erlich con il punteggio di 6–3, 6–3